# Fußball-Weltmeisterschaft 1930/Jugoslawien
Dieser Artikel behandelt die Jugoslawische Nationalmannschaft bei der Fußball-Weltmeisterschaft 1930.

## Qualifikation
Bei der ersten Weltmeisterschaft gab es noch keine Qualifikation, da nur eine geringe Zahl von Nationalmannschaften – in Zeiten der Weltwirtschaftskrise und vor Einführung eines regelmäßigen transatlantischen Flugverkehrs – die teure und lange Reise nach Südamerika auf sich zu nehmen bereit war. Jugoslawien war eine von nur vier europäischen Mannschaften, die sich auf den Weg nach Uruguay machten.

## Aufgebot
Im jugoslawischen Verband gab es bereits einige Zeit vor dem Turnier Streitigkeiten zwischen serbischen und kroatischen Funktionären, da der Sitz des Verbandes von Zagreb nach Belgrad verlegt wurde. Aus diesem Grund weigerte sich der regionale Verband Zagrebs, der ohnehin gegen eine WM-Teilnahme war, die Meisterschaft wegen der WM zu unterbrechen bzw. zu verschieben. Dieser Weigerung schlossen sich kurz darauf die Verbände von Split, Sarajevo und Subotica an. Dies führte dazu, dass Boško Simonović 13 Spieler von führenden Belgrader Vereinen nominierte. Zusätzlich wurde ein Spieler von Vojvodina Novi Sad nominiert und drei Legionäre, die in Frankreich aktiv waren.
| Name                 | Damaliger Verein                  | Geburtsdatum  | Sp.      | Tore     | Platzverw. |
| Torhüter             | Torhüter                          | Torhüter      | Torhüter | Torhüter | Torhüter   |
| -------------------- | --------------------------------- | ------------- | -------- | -------- | ---------- |
| Milovan Jakšić       | SK Soko                           | 21. Sep. 1909 | 3        | 0        | 0          |
| Milan Stojanović     | Belgrader SK                      | 28. Dez. 1911 | 0        | 0        | 0          |
| Abwehr               |                                   |               |          |          |            |
| Milutin Ivković      | SK Soko                           | 3. März 1906  | 3        | 0        | 0          |
| Dragoslav Mihajlović | Belgrader SK                      | 13. Dez. 1906 | 3        | 0        | 0          |
| Teofilo Spasojević   | SK Jugoslavija                    | 21. Jan. 1909 | 0        | 0        | 0          |
| Dragomir Tošić       | Belgrader SK                      | 8. Nov. 1909  | 0        | 0        | 0          |
| Läufer               |                                   |               |          |          |            |
| Milorad Arsenijević  | Belgrader SK                      | 6. Juni 1906  | 3        | 0        | 0          |
| Momćilo Đokić        | SK Jugoslavija                    | 27. Feb. 1911 | 3        | 0        | 0          |
| Ljubiša Stefanović   | FC Sète 34                        | 4. Jan. 1910  | 3        | 0        | 0          |
| Angriff              |                                   |               |          |          |            |
| Ivan Bek             | FC Sète 34                        | 29. Okt. 1909 | 3        | 3        | 0          |
| Branislav Hrnjiček   | SK Jugoslavija                    | 5. Juni 1908  | 0        | 0        | 0          |
| Blagoje Marjanović   | Belgrader SK                      | 9. Sep. 1907  | 3        | 1        | 0          |
| Dušan Marković       | Vojvodina Novi Sad                | 9. März 1906  | 0        | 0        | 0          |
| Dragutin Najdanović  | Belgrader SK                      | 15. Apr. 1908 | 1        | 0        | 0          |
| Branislav Sekulić    | Sports Olympiques Montpelliérains | 29. Okt. 1906 | 2        | 0        | 0          |
| Aleksandar Tirnanić  | Belgrader SK                      | 15. Juli 1910 | 3        | 1        | 0          |
| Đorđe Vujadinović    | Belgrader SK                      | 6. Dez. 1909  | 3        | 2        | 0          |
| Trainer              |                                   |               |          |          |            |
| Boško Simonović      |                                   | 12. Feb. 1898 |          |          |            |

## Spiele

### Vorrunde
Jugoslawien trat in Gruppe 2 gegen Brasilien und Bolivien an. Nach einem etwas überraschenden knappen 2:1-Sieg über Brasilien und einem 4:0-Erfolg gegen Bolivien wurden den Südosteuropäern im Halbfinale vom späteren Weltmeister Uruguay die Grenzen aufgezeigt.
| Pl. | Land        | Sp. | S | U | N | Tore    | Diff. | Punkte |
| --- | ----------- | --- | - | - | - | ------- | ----- | ------ |
| 1.  | Jugoslawien | 2   | 2 | 0 | 0 | 006:100 | +5    | 04:0   |
| 2.  | Brasilien   | 2   | 1 | 0 | 1 | 005:200 | +3    | 02:20  |
| 3.  | Bolivien    | 2   | 0 | 0 | 2 | 000:800 | −8    | 0:40   |

|                                                                |   |           |           |
| Mo., 14. Juli 1930 um 12:45 Uhr im Estadio Gran Parque Central |   |           |           |
| Jugoslawien                                                    | – | Brasilien | 2:1 (2:0) |
| Do., 17. Juli 1930 um 12:45 Uhr im Estadio Gran Parque Central |   |           |           |
| Jugoslawien                                                    | – | Bolivien  | 4:0 (0:0) |

### Halbfinale
|                                                       |   |             |           |
| So., 27. Juli 1930 um 14:45 Uhr im Estadio Centenario |   |             |           |
| Uruguay                                               | – | Jugoslawien | 6:1 (3:1) |